# Heteropodoctis quinquespinosus
Heteropodoctis quinquespinosus is een hooiwagen uit de familie Podoctidae.